# John Baptist Franz
John Baptist Franz (* 29. Oktober 1896 in Springfield, Illinois, Vereinigte Staaten; † 3. Juli 1992) war ein US-amerikanischer Geistlicher und römisch-katholischer Bischof von Peoria sowie zuvor der erste Bischof von Dodge City.

## Leben
John Baptist Franz empfing am 13. Juni 1920 die Priesterweihe für das Bistum Alton.
Papst Pius XII. ernannte ihn am 27. Mai 1951 zum ersten Bischof des wenige Tage zuvor errichteten Bistums Dodge City. Der Erzbischof von Chicago, Samuel Alphonse Kardinal Stritch, spendete ihn am 29. August desselben Jahres die Bischofsweihe; Mitkonsekratoren waren Mark Kenny Carroll, Bischof von Wichita, und William Aloysius O’Connor, Bischof von Springfield in Illinois.
Am 8. August 1959 ernannte ihn Papst Johannes XXIII. zum Bischof von Peoria.
John Baptist Franz nahm an allen vier Sitzungsperioden des Zweiten Vatikanischen Konzils als Konzilsvater teil.
Papst Paul VI. nahm am 24. Mai 1971 sein Rücktrittsgesuch an.